# Sarcus
Sarcus – miejscowość i gmina we Francji, w regionie Hauts-de-France, w departamencie Oise.
Według danych na rok 1990 gminę zamieszkiwały 212 osoby, a gęstość zaludnienia wynosiła 16 osób/km² (wśród 2293 gmin Pikardii Sarcus plasuje się na 786. miejscu pod względem liczby ludności, natomiast pod względem powierzchni na miejscu 260.).